# 黃瑞圖
黃瑞圖（?—?），號雲卿。雲南昆明縣人，清朝政治人物。

## 生平
黃瑞圖為道光二十七年（1847年）丁未科張之萬榜二甲第五十一名進士。與徐樹銘、李鴻章、沈葆楨、馬新貽等同年。道光二十九年（1849年）任江西萬安縣知縣，咸豐二年（1852年）由前任王家棣署職接替。咸豐十年（1860年）復署任此職，同年卸任。同治六年（1867年）任安遠縣知縣，同治十年（1871年）主修《安遠縣志》，并為之作序。同年離任。